# James Braid (golfspelare)
James Braid, född 6 februari 1870 i Fife, död 27 november 1950, var en  skotsk professionell golfspelare som var en av spelarna i det så kallade Triumviratet på 1920-talet, tillsammans med Harry Vardon och John Henry Taylor.
Braid arbetade på en klubbfabrik när han blev professionell 1893. Han debuterade i The Open Championship 1894 och fick 1895 möta det årets vinnare John Henry Taylor i en utmanarmatch som slutade oavgjort och Braid blev berömd över en natt. Till en början hade Braid problem med sin puttning men arbetade bort det med hjälp av en aluminiumputter år 1900. Därefter vann han fem The Open Championship och fyra PGA Championship. Han kom dessutom tvåa i The Open 1897 och 1909.
Han var en av grundarna av PGA 1901 och var organisationens förste ordförande. 1912 drog sig Braid tillbaka från golfen och blev klubbpro på Walton Heath där han var medlem i 45 år. Han arbetade även som banarkitekt och anses som uppfinnaren av dogleg. Han har bland annat designat "King's Course" och "Queen's Course" på Gleneagles samt Carnoustie, Troon, Prestwick och Ballybunion.
James Braid blev hedersmedlem i R&A 1950, samma år han dog. 
James Braid Ritade även Elie golf course i fife Skottland, nära st. Andrews, vilket är en högt rankad golfbana för inbitna golfare!!

## Majorsegrar
- 1901 The Open Championship
- 1905 The Open Championship
- 1906 The Open Championship
- 1908 The Open Championship
- 1910 The Open Championship

## Övriga segrar
- 1903 PGA Championship
- 1905 PGA Championship
- 1907 PGA Championship
- 1910 French Open
- 1911 PGA Championship